# 東日本旅客鉄道長野支社
東日本旅客鉄道長野支社（ひがしにほんりょかくてつどう・ながのししゃ）とは、東日本旅客鉄道（JR東日本）の地域支社。旧国鉄長野鉄道管理局の流れを汲んでいる。

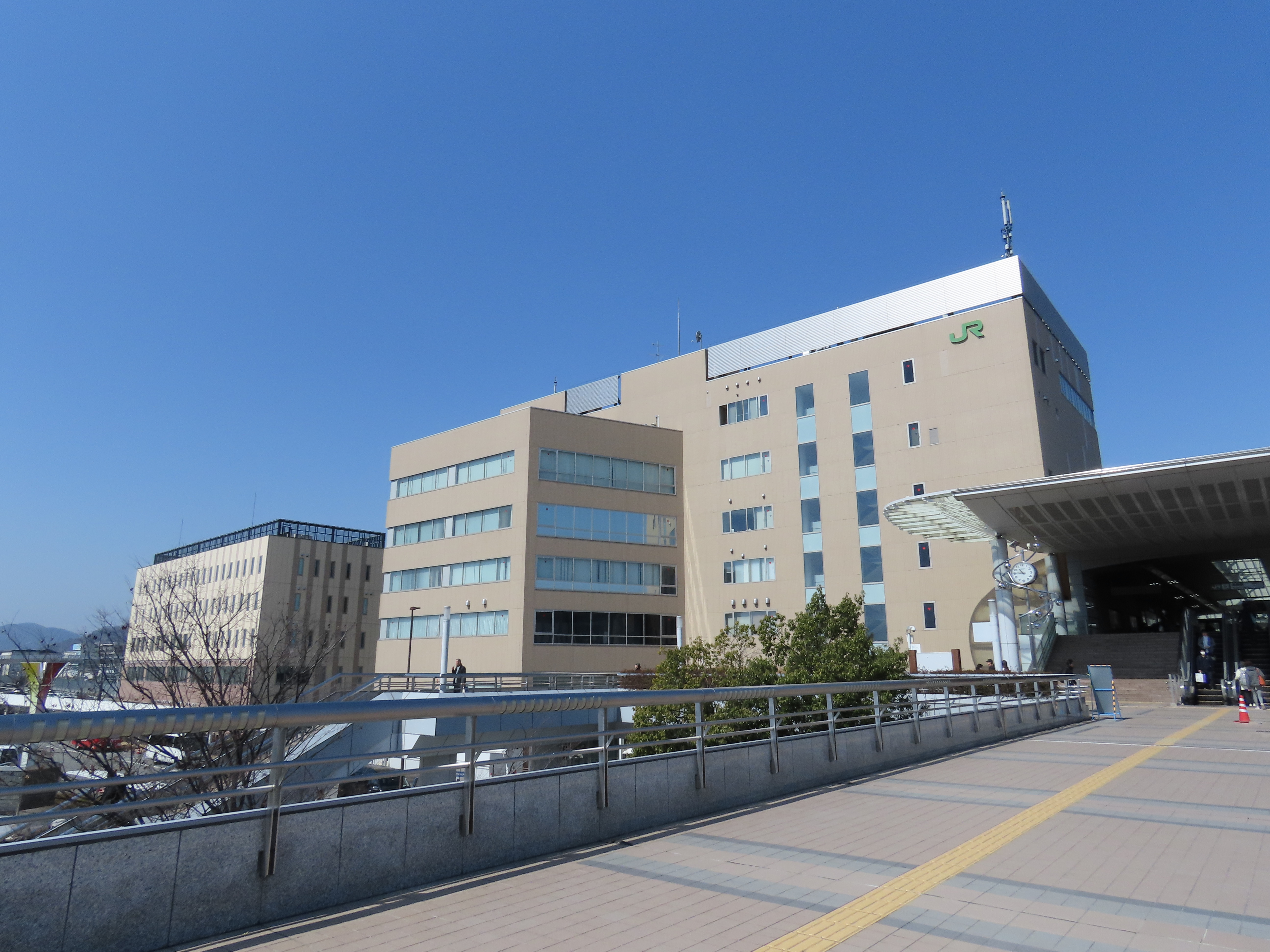
長野支社ビル

長野県内の多くのJR線と、県外に跨ぐ小海線全線を管轄している。
2026年に組織改正により長野支社が廃止され、管轄の業務は長野・松本の各事業本部に移管される予定。

## 支社所在地
- 所在地：長野県長野市栗田源田窪992-6

## 沿革
- 1942年（昭和17年）9月11日 - 新潟鉄道局長野運輸事務所及び長野保線事務所を統合し新潟鉄道局長野管理部発足。
- 1950年（昭和25年）8月1日 - 長野鉄道管理局発足。
- 1987年（昭和62年）
  - 3月1日 - 中央本線洗馬駅以西を名古屋鉄道管理局（→ JR東海・東海鉄道事業本部）、大糸線中土駅以北を金沢鉄道管理局（→ JR西日本金沢支社）に移管。
  - 4月1日 - 国鉄分割民営化。東日本旅客鉄道長野支社に改称。
- 1988年（昭和63年）12月1日 - 小海線に美里駅を新設。
- 1994年（平成6年）
  - 10月19日 - 長野駅東口に新社屋が完成[2]。
  - 11月14日 - 西口にあった旧社屋から新社屋に移転[2]。
- 1997年（平成9年）10月1日  - 北陸新幹線 高崎駅 - 長野駅間（旧通称・長野新幹線）開業。これに伴い信越本線 軽井沢駅 - 篠ノ井駅間をしなの鉄道株式会社に移管。そのほか、軽井沢駅が新幹線の駅として高崎支社から移管され、小海線に新幹線接続駅として佐久平駅を設置。信越本線に今井駅を新設。
- 2007年（平成19年）3月18日 - 篠ノ井線に平田駅を新設。
- 2010年（平成22年）4月1日 - 飯山線 足滝駅 - 越後川口駅間を新潟支社に移管。
- 2015年（平成27年）3月14日 - 北陸新幹線 長野駅 - 金沢駅間延伸開業。これに伴い信越本線 長野駅 - 妙高高原駅間をしなの鉄道株式会社に移管。篠ノ井駅 - 長野駅間はJRのまま存続。
- 2019年（平成31年）4月1日 - 新幹線統括本部発足に伴い[3]、北陸新幹線の運行・線路設備管理業務ならびに、長野新幹線車両センターを同本部へ移管。
- 2020年（令和2年）12月18日 - この日を以って支社公式サイトを閉鎖。
- 2023年（令和5年）6月1日 - この日から新型コロナウイルス感染対策として同社管内の一部列車で行ってきたドアの自動開閉が感染法上の位置付けが5類感染症に変更されたことに伴いドアが押しボタン式となる。
- 2025（令和7年）4月4日 - アニメ劇場版 名探偵コナン 隻眼の残像とコラボレーションキャンペーンを9月30日まで開催する。
- 2026年（令和8年）7月1日（予定） - 組織改正により長野支社が廃止され、長野事業本部と松本事業本部に分割改組される。合わせて新潟支社が管轄していた北陸新幹線上越妙高駅が長野事業本部に移管される一方、小海線のうち小淵沢駅 - 清里駅間を山梨事業本部に移管[4]。

## 管轄路線
長野県内のJR線のうち木曽地域・伊那地域を除く大部分の区間と山梨県に跨る小海線を管轄している。2021年3月31日時点で、合計348.5kmの在来線、136.5kmの新幹線、114の駅（豊野駅を含む）を管轄している。新幹線については2019年4月1日より発足した新幹線統括本部へ列車運行・線路設備管理業務を順次移管しているが、現在も元々の管轄区間が営業エリアとして位置づけられている。
- 長野県内の中央本線塩尻駅以西と飯田線はJR東海東海鉄道事業本部の管轄。
- 長野県小谷村の大糸線非電化区間（南小谷駅以北）はJR西日本金沢支社の管轄。

路線
※支社境界はいずれも閉塞区間上にあるため、境界線の内側の停車場（駅・信号場など）を記載している。
| 路線名     | 区間                                           | 駅数   | 備考                                                                           |
| ---------- | ---------------------------------------------- | ------ | ------------------------------------------------------------------------------ |
| 北陸新幹線 | （軽井沢駅・佐久平駅・上田駅・長野駅・飯山駅） | 2（5） | 左記5駅の駅運転・営業業務のみ担当 列車運行・線路設備管理は新幹線統括本部の管轄 |
| 中央本線   | 信濃境駅 - 塩尻駅                              | 10     | 旅客案内上は「中央東線」と呼称する場合あり                                     |
| 中央本線   | 岡谷駅 - 辰野駅 - 塩尻駅（辰野支線）           | 4      | 旅客案内上は「中央東線」と呼称する場合あり                                     |
| 篠ノ井線   | 塩尻駅 - 篠ノ井駅（全線）                      | 13     |                                                                                |
| 大糸線     | 松本駅 - 南小谷駅                              | 32     |                                                                                |
| 信越本線   | 篠ノ井駅 - 長野駅                              | 5      |                                                                                |
| 飯山線     | 豊野駅 - 森宮野原駅                            | 18     |                                                                                |
| 小海線     | 甲斐小泉駅 - 小諸駅                            | 30     |                                                                                |

駅数・支社境界についての注釈
1. ↑  カッコ内は在来線併設駅を含めた駅数。
2. ↑  小淵沢駅との間の、山梨県と長野県の県境の若干東側（東京基点172キロポスト付近）に八王子支社との境界がある。
3. ↑  塩尻駅以西の「中央西線」区間を管轄するJR東海の東海鉄道事業本部との境界は中央西線第一場内信号機であるが、営業上は塩尻駅を境界としている。
4. ↑  支線分岐駅である岡谷駅と塩尻駅は含まない。
5. ↑  中央本線と接続する塩尻駅、信越本線と接続する篠ノ井駅は含まない。
6. ↑  篠ノ井線と接続する松本駅は含まない。
7. 1 2  豊野駅と小諸駅の構内はしなの鉄道の管轄であるが、共同使用駅の扱いとしてJR長野支社管内の駅としても計上される。
8. ↑  足滝駅との間の、長野県と新潟県の県境付近に新潟支社との境界がある。
9. ↑  小淵沢駅との間の、県道11号線との交差付近（小淵沢起点1.0km地点）に八王子支社との境界がある。

旧管理路線
- 飯山線（森宮野原駅 - 越後川口駅、ただし越後川口駅付近は新潟支社の管轄）

2010年3月31日までの管理区間。4月1日より新潟支社の管轄下となった。
- 信越本線（信濃追分駅 - 篠ノ井駅、ただし信濃追分駅付近は高崎支社の管轄）

北陸新幹線が長野新幹線として部分開業する以前の管理区間。現在長野支社の管轄である軽井沢駅（但し新幹線のみ）も、当時は高崎支社の管轄下であった。現在はしなの鉄道が管理。
- 信越本線（長野駅 - 妙高高原駅、ただし妙高高原駅付近は新潟支社の管轄）

北陸新幹線金沢延伸までの管理区間。現在はしなの鉄道が管理。
- 大糸線（南小谷駅 - 北小谷駅）

国鉄長野鉄道管理局の管理区間。1987年の民営化後は西日本旅客鉄道金沢支社の管轄となった。
- 中央本線（坂下駅 - 塩尻駅、ただし坂下駅付近は名古屋鉄道管理局の管轄）

国鉄長野鉄道管理局の管理区間。1987年の民営化後は東海旅客鉄道東海鉄道事業本部の管轄となった（塩尻駅構内は長野支社の管轄）。

## 駅・乗務員区所
- 長野統括センター - 軽井沢駅、佐久平駅、上田駅、長野駅、飯山駅、乗務ユニット[6]
- 松本統括センター - 茅野駅、上諏訪駅、下諏訪駅、岡谷駅、塩尻駅、松本駅、豊科駅、信濃大町駅、白馬駅、南小谷駅、乗務ユニット[6]
- 小海線統括センター - 中込駅、乗務員

## 営業所（廃止済）
- 小海線営業所（旧中込運輸区）：2022年3月に小海線統括センターへ改編。
- 飯山線営業所：2012年4月に廃止。

## 設備保全区所

### 保線関係区所
- 長野保線技術センター
  - 中込エリアセンター
- 松本保線技術センター
- 上諏訪保線技術センター

### 電気関係区所
- 長野電力設備技術センター
  - 松本メンテナンスセンター
- 長野信号通信技術センター
  - 松本メンテナンスセンター

### その他の区所
- 長野土木設備技術センター
  - 松本派出
- 長野建築設備技術センター
- 長野機械設備技術センター

## ICカード利用
- 2014年4月1日 - 松本、塩尻、岡谷、下諏訪、上諏訪、茅野、富士見及び野辺山、清里の9駅でSuicaが導入された[7]。
- 2017年4月1日 - 松本 - 信濃境間の全駅（辰野駅経由は除く）でSuicaのサービスが開始。同時に松本、塩尻、岡谷、下諏訪、上諏訪、茅野、富士見の各駅でタッチ&ゴーによる乗車に加えて、Suica及びSuica定期券の発売や払いもどし、再発行サービス等、全てのSuica サービスが開始[8]。
- 2025年3月15日 - 長野 - 松本間、穂高 - 松本間の全駅でSuicaのサービスが開始[9]。

## 駅ナンバリング
- 大糸線で2016年12月12日より駅ナンバリングを導入。

南小谷 (9) - 松本 (42)
- 中央本線、篠ノ井線、信越本線で2025年2月より駅ナンバリングを導入[10]。　。

信濃境 (CO52) - 塩尻 (CO61)
塩尻 (SN01) - 篠ノ井 (SN15)
篠ノ井 (SE09) - 長野 (SE13)

## 乗車人員ベスト20
2023年度、長野支社管内で一日平均の乗車人員が多かった20駅は下記の通り。
| 順位 | 駅名     | 一日平均 乗車人員 | 順位 | 駅名       | 一日平均 乗車人員 |
| ---- | -------- | ----------------- | ---- | ---------- | ----------------- |
| 1    | 長野駅   | 19,286人          | 11   | 上田駅     | 2,579人           |
| 2    | 松本駅   | 15,292人          | 12   | 村井駅     | 2,129人           |
| 3    | 篠ノ井駅 | 8,179人           | 13   | 今井駅     | 1,841人           |
| 4    | 軽井沢駅 | 4,360人           | 14   | 下諏訪駅   | 1,771人           |
| 5    | 塩尻駅   | 3,908人           | 15   | 川中島駅   | 1,548人           |
| 6    | 上諏訪駅 | 3,829人           | 16   | 小諸駅     | 1,468人           |
| 7    | 茅野駅   | 3,352人           | 17   | 南松本駅   | 1,400人           |
| 8    | 佐久平駅 | 3,144人           | 18   | 平田駅     | 1,368人           |
| 9    | 岡谷駅   | 2,762人           | 19   | 岩村田駅   | 1,127人           |
| 10   | 広丘駅   | 2,641人           | 20   | 信濃大町駅 | 1,110人           |

- 「しなの鉄道」乗車分を含まず。

## 関連会社

### ステーションビル「MIDORI」
長野駅・松本駅の駅ビル「MIDORI」、茅野駅のMont8を管理、運営している。
1977年に設立された松本ステーションビル株式会社および長野ステーションビル株式会社を前身とする。2003年に統合され、現在の株式会社ステーションビルMIDORIとなっている。詳細はステーションビルMIDORIを参照。
- 松本駅ビルは、1978年の松本駅舎改築に伴って、CERVIN（セルヴァン）松本を開業、1992年にMIDORI松本に名称変更した。
- 長野駅ビルは、1985年にMIDORI長野を開業した。
- 茅野駅Mont8は、1986年の茅野駅舎改築に伴って開業した。
- その他、塩尻駅において飲食店を営業している。

### しなのエンタープライズ
日本国有鉄道共済組合物資部の流れをくむ企業。各駅での土産物店や飲食店の営業、駅業務の受託、人材派遣、食品スーパーの運営を行う。旧ジェイアール東日本コンビニエンスの展開したコンビニ「JC」のフランチャイジーでもあり、現在もJR東日本グループで唯一、食品スーパー「生鮮市場JC」で「JC」の名称とロゴを使用している。のちに株式会社ステーションビルMIDORIに合併された。

### JR長野鉄道サービス
長野支社管内の駅ビルや車両基地での清掃・整備を行なっているほか、一部外部業務も受託している。2012年10月1日「長野鉄道車輌整備」より社名変更された。

### 長鉄開発
長野支社管内の駅業務を受託しているほか、警備業、長野駅構内飲食業、JR東日本長野支社社員寮管理・運営事業、JR東日本長野支社社用地管理事業、労働者派遣事業を行っている。
　→「長鉄開発」も参照